# Sportowe rajdy konne

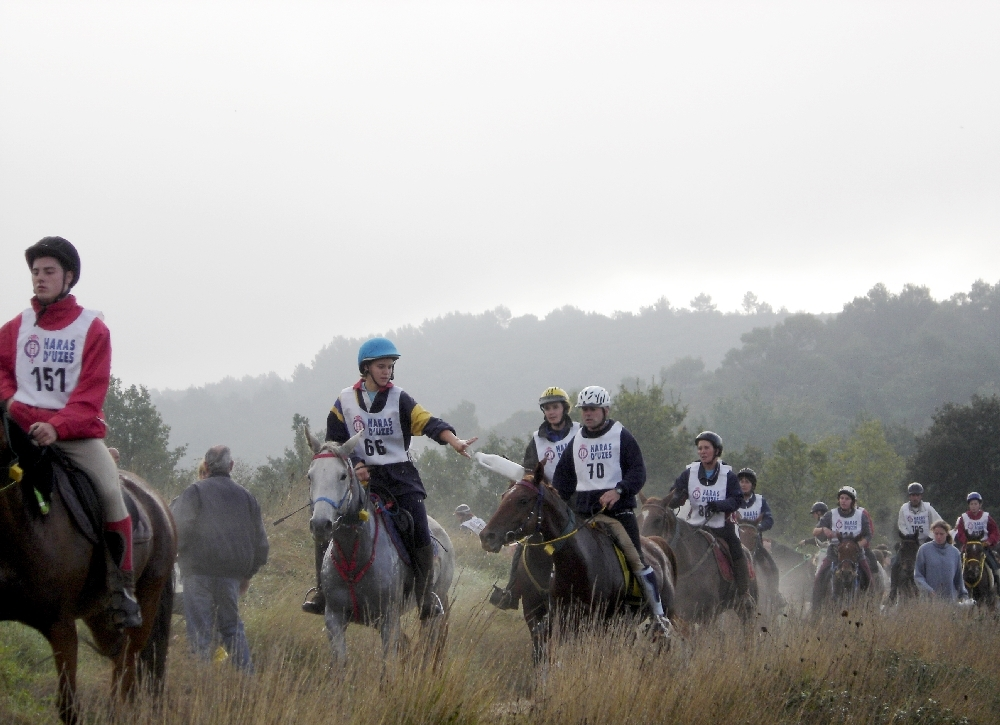
Rajd długodystansowy Uzes 2005

Sportowe rajdy konne – jedna z jeździeckich dyscyplin sportowych, uznana za oficjalną przez Międzynarodową Federację Jeździecką (FEI) w 1982 roku. W tej konkurencji jeździec i koń muszą pokonać określony dystans kilkudziesięciu kilometrów w jak najkrótszym czasie. Zwycięzcą rajdu jest para, która pierwsza przekracza linię mety, spełniając równocześnie na trasie normy weterynaryjne. Po każdym odcinku (tzw. "pętli"), jak też przed startem i po zakończeniu rajdu, koń jest poddawany kontroli weterynaryjnej. Tylko pozytywna opinia lekarza weterynarii na każdej bramce umożliwia zawodnikowi kontynuowanie następnego odcinka.

## Podstawowe informacje
Jest to stosunkowo młoda dyscyplina jeździecka powstała w Europie w latach 50. XX wieku. Pierwsze zawody odbyły się w Hiszpanii w 1953 roku. W Polsce obecna jest od roku 1986. W roku 1998 w Zjednoczonych Emiratach Arabskich odbyły się Mistrzostwa Świata.
Od czasu uznania przez FEI, dyscyplina rozwija się z powodzeniem, ciesząc się rosnącą popularnością, jako że jest to połączenie treku, bardzo popularnej dyscypliny na Zachodzie Europy i w Stanach Zjednoczonych oraz wyścigu konnego.
Rajdy długodystansowe, zwane też enduransami (od ang. nazwy dyscypliny: "Endurance riding"), organizowane są na całym świecie.
Istnieją dwa główne rodzaje rajdów: 
- Rajd długodystansowy, o którym mowa w tym artykule,
- Competitive Trail Riding (CTR) – praktycznie nieistniejący w Polsce.

Obecnie nie ma ograniczeń rasy i typu konia biorącego udział w rajdach długodystansowych. Jednakże szczególnie polecane są konie rasy arabskiej i angloarabskiej, ze względu na ich wrodzone predyspozycje do dyscyplin wytrzymałościowych.

## Historia
Chociaż potrzeba odbywania długich odcinków na grzbiecie konia istnieje od czasów jego udomowienia, rajdy jako konkurencja sportowa, zostały opracowane w Stanach Zjednoczonych w II połowie XX wieku na podstawie działań kawalerii europejskich (głównie rosyjskich i polskich).
W Europie pierwszą głośna imprezą tego typu był rajd równoległy pomiędzy Berlinem a Wiedniem i z powrotem, zorganizowany w 1892 roku przez cesarza Wilhelma II. Długość do przebycia wynosiła około 570 km. Trasa była dowolna i nie istniały ograniczenia związane z odpoczynkiem czy etapami trasy. Rajd zamienił się w wyczerpujący wyścig, w którym życie straciło 20 koni (startowało 199 oficerów). W roku 1900 pruski rotmistrz Spielberg pokonał konno w ciągu 12 dni Alpy na trasie Saarbrücken – Rzym, przemierzając dziennie ok. 133 km. Obecnie rajdy cechują się ciągle doskonalonymi regulaminami, które umożliwiają rywalizację sportową w zgodzie z dbałością o zdrowie koni.
Wpływ na rozwój tej dyscypliny miały także badania hodowlane, mające na celu wyhodowanie konia o określonych możliwościach, takich jak przenoszenie ciężaru (ładunku, w przypadku konia jucznego, lub jeźdźca dla konia wierzchowego) do 140 kg na odcinku 160 km w jeden dzień. Początki tej dyscypliny, w ramach wspomnianego programu hodowlanego, rozpoczęto w latach 50. od momentu, gdy Wendell Robie przejechał konno z Nevady do Kalifornii drogą kurierów w 24 godziny. Kilka lat później, dyscyplina rajdów długodystansowych zaczęła zyskiwać popularność także i w Europie.
Pierwsze Mistrzostwa Polski zostały rozegrane w 1990 roku w Białymstoku w rajdzie dwudniowym, każdego dnia na dystansie 100 km. Zwyciężczynią była Aleksandra Szulen dosiadająca konia o imieniu Horror. Największym sukcesem Polaków jest 8 miejsce Jerzego Urbańskiego na ogierze Alahar na Mistrzostwach Europy w Montélimar we Francji w 1991 roku.

## Zasady rajdu

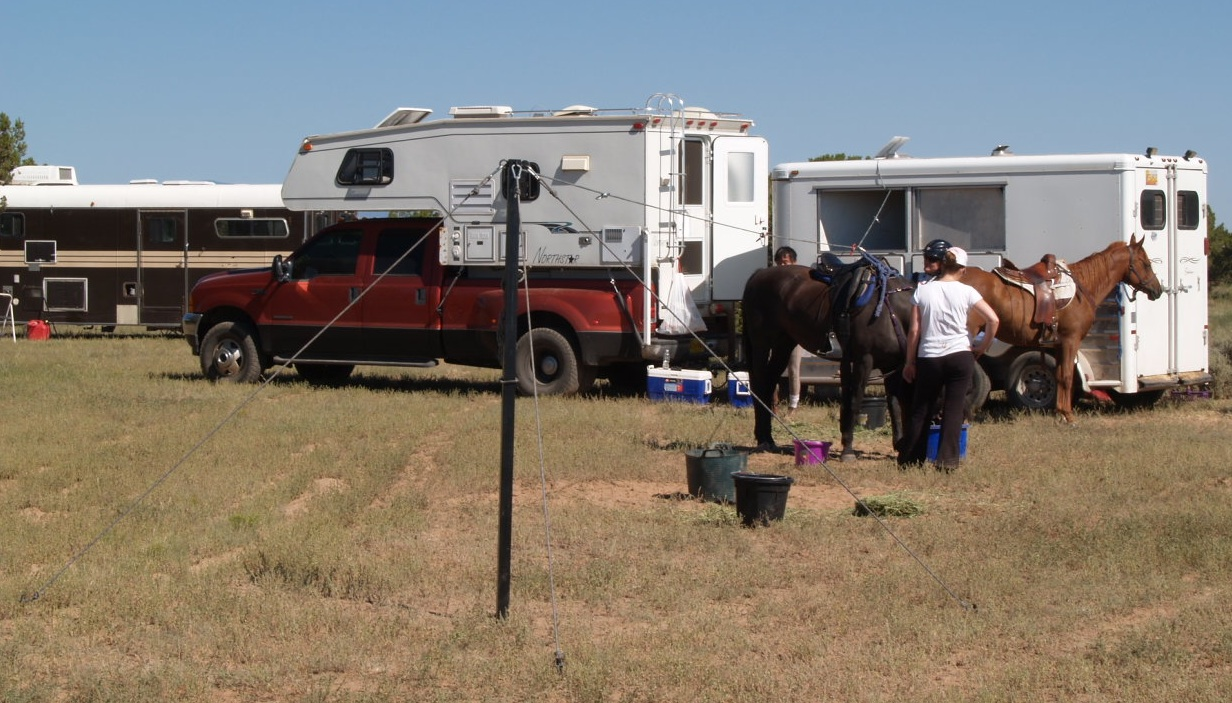
Odpoczynek przed następną pętlą

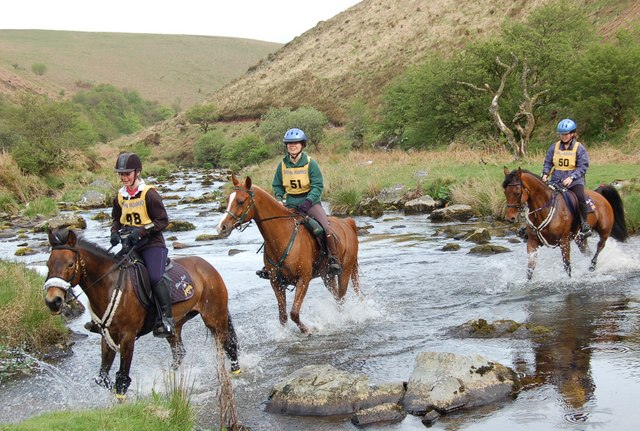
Przeprawa przez wodę

Przed rozpoczęciem rajdu, konie poddawane są szczegółowej kontroli weterynaryjnej, określającej zdolność konia do uczestnictwa w wyścigu. Mierzy się jego tętno, liczbę oddechów na minutę, sprawdza odwodnienie, a także ocenia czystość chodu. Wszelkie oznaki okulawienia automatycznie eliminują konia z dalszego uczestnictwa w rajdzie.
Tętno konia, w zależności od norm określanych indywidualnie dla każdego odcinka (z racji różnego stopnia trudności) musi spać poniżej limitu, zazwyczaj jest to 64 uderzeń serca na minutę w ciągu 20 minut. Takiej kontroli koń musi zostać poddany w ciągu 30 minut od ukończenia pętli (odcinka rajdu), a czas przygotowań do tego badania (wycieranie, masaż, oprowadzanie w celu uspokojenia tętna i częstości oddechu) jest wliczany do czasu etapu. Wszelkie odstępstwa od normy, jednakże nie zagrażające zdrowiu konia, karane są ujemnymi punktami w klasyfikacji.
Po kontroli weterynaryjnej konie są, w żargonie jeździeckim - serwisowane, a więc rozsiodływane, czyszczone, pojone i karmione, a przerwa, zwykle 30 minutowa, nie jest wliczana do czasu przejazdu.
Pod tym względem rajdy długodystansowe różnią się od tradycyjnych wyścigów konnych, ponieważ mają na względzie głównie ochronę zdrowia konia i bezpieczeństwo jeźdźca. Niedopuszczalne jest doprowadzenie do przemęczenia zwierzęcia. Ponieważ konie średnio pokonują odcinki w tempie 18–20 km/h, przygotowania do rajdu wymagają długiego czasu i licznych treningów. Wysiłek włożony w jeden tylko rajd na odcinku 80 km, porównywalny jest do wysiłku maratończyków.
Zawodnicy przed startem otrzymują szczegółową mapę trasy, z zaznaczonymi na niej obowiązkowymi przystankami (bramkami) oraz naturalnymi przeszkodami na trasie, takimi jak rowy, łachy piaskowe, strome wzgórza i przeprawy wodne, np. przez rzeki.
Tempo pokonywania odcinków jest dowolne, w całości zależy od jeźdźca i jego oceny trudności terenu oraz kondycji wierzchowca. Z tego powodu ważne są wielomiesięczne, a nieraz i wieloletnie treningi, które na trasie pozwalają jeźdźcom wyczuć pierwsze oznaki zmęczenia konia i ocenić przeszkody pod kątem umiejętności i wytrzymałości zwierzęcia. W przypadkach, gdy jeździec chce "odciążyć" konia, ma prawo zejść z siodła i pokonywać z nim część trasy pieszo. Nie jest to karane, jednak linie odcinków oraz mety muszą być pokonywane wierzchem.
Teren, na którym rozgrywany jest rajd (trasa) jest bardzo zróżnicowany, o różnorodnym stopniu trudności na poszczególnych odcinkach. Wszystkie naturalne przeszkody są wyraźnie oznaczone na mapie oraz w terenie, najczęściej za pomocą flag. czerwone flagi po prawej i białe po lewej wytyczają trasę, a jeździec nie może z niej zbaczać ani wykonywać objazdów. W niektórych obszarach, takich jak pustkowia lub obszary leśne, ciężko jest jednoznacznie oznaczyć trasę wyścigu. W takich przypadkach, za trasy rajdu uznaje się drogi utwardzone, jednak nie mogą one przekroczyć odcinka dłuższego niż 10% całej trasy.
Zwycięzcą całego rajdu jest para, która pierwsza przekracza linię mety, a koń zostaje uznany przez weterynarza za zdolnego do kontynuowania. W rywalizacji istotna jest współpraca jeźdźca z grupą tzw. luzaków, którzy w czasie serwisowania pomagają zadbać o konia i sprzęt.

## Rodzaje konkursów
Rajdy mogą być jednodniowe lub wielodniowe. Obowiązują ograniczenia wiekowe dla jeźdźców i koni w kolejnych klasach. Klasa zależy od minimalnej średniej odległości pokonywanej każdego dnia. W ramach klasy definiuje się też ilość bramek weterynaryjnych, minimalną prędkość i inne parametry. Wyróżnia się następujące podstawowe kategorie w zależności od długości dystansu:
- klasa LL – dystanse między 10 a 19 km[5],
- klasa L – dystanse między 30 a 39 km,
- klasa P – dystanse między 40 a 70 km,
- klasa N – dystanse między 80 a 90 km.

Klasy międzynarodowe (poziom trudności oznaczany liczbą gwiazdek):
- W konkursie jednodniowym:
  - CEI * : 80–119 km,
  - CEI **: 120–139 km,
  - CEI ***: 140–160 km i więcej.
- W konkursie dwudniowym:
  - CEI **: 70–89 km,
  - CEI ***: 90–100 km, zdarzają się konkursy trzydniowe o dystansie dziennym  między 70 a 80 km[4].

Skrót CEI oznacza, że ta konkurencja jest zatwierdzona przez Międzynarodową Federację Jeździecką (FEI) jako dyscyplina międzynarodowa.
W Polsce rozgrywa się wszystkie powyższe konkursy, jednakże dla wyrównania szans odbywają się one w dwóch kategoriach wiekowych:
- młodzieżowa, dla jeźdźców poniżej 21 roku życia
- seniorów, dla zawodników powyżej 21 roku życia.

Kategorie juniorów i seniorów różnią się przede wszystkim brakiem obowiązku regulowania wagi w przypadku juniorów. Oznacza to, że ich rząd oraz wyposażenie nie mają ograniczeń wagowych, które obowiązują w konkursie seniorów, dla przykładu masa jeźdźca wraz z siodłem w klasie CEI *** nie może być mniejsza niż 75 kg. W przypadku jeźdźca lekkiego, dokłada się bagaż.

## Ubiór i wyposażenie
Rajdy długodystansowe są konkurencją mniej formalistyczną od innych, strój jest w większości dowolny, jednak i tutaj obowiązują pewne normy: obowiązkowy jest kask jeździecki z odpowiednim mocowaniem, spełniający normy bezpieczeństwa AERC I FEI; bryczesy (w kolorze i kroju dowolnym); odpowiednie buty z płaską podeszwą i utwardzanymi czubkami.
"Zawodnicy biorący udział w ceremonii otwarcia zawodów, w czasie trwania konkursu Best Condition oraz w czasie ceremonii rozdania nagród zobowiązani są do noszenia stroju jeździeckiego. Zakazane są dżinsy, sandały, szorty oraz tenisówki. Również luzacy w czasie trwania wyżej wymienionych momentów zobowiązani są do schludnego stroju, bez szortów, dżinsów, sandałów itp. W czasie trwania konkursów zawodnicy powinni być ubrani w stosowny ubiór jeździecki, obowiązkowa jest koszula lub koszulka polo z kołnierzykiem. Luzacy również powinni być obrani schludnie, szorty i sandały nie są dozwolone na terenie bramki weterynaryjnej"
Do jazdy najlepsza jest kulbaka lub siodło typu angielskiego, przede wszystkim wygodne zarówno dla jeźdźca jak i konia. Wielu zawodników do rajdu używa kiełzna typu hackamore oraz ogłowi tzw. kantarowych, z których na bramkach przy serwisowaniu łatwo można wypiąć wędzidło. Na rajd nie należy zabierać sprzętu zupełnie nowego, nie wypróbowanego w terenie, ani też sprzętu starego, zużytego, grożącego zerwaniem. Niedozwolone jest używanie bata ani ostróg.

## Konie rajdowe
Koń rajdowy musi mieć psychikę zawodnika i chęć do rywalizacji. Przy tym nie powinno być to zwierzę nadpobudliwe. Budowa konia powinna być proporcjonalna, z mocną kłodą. Dla początkujących polecane są wałachy. Najczęściej w tym sporcie wykorzystuje się konie czystej krwi arabskiej.

## Rajdy w Polsce
W Polsce rajdy długodystansowe odbywają się między innymi w Dolinie Gawora. W 2015 roku Marek Tul zorganizował w niej Mistrzostwa Młodych Koni oraz Zawody Ogólopolskie i Zawody Towarzyskie. Od 2016 roku na tym terenie odbywają się Mistrzostwa Polski Seniorów, Mistrzostwa Polski Juniorów i Młodych Jeźdźców, a także Zawody Międzynarodowe, Ogólnopolskie i Zawody Towarzyskie. Twórca zawodów stworzył je po propozycji swoich bliskich, gdy między innymi KJ Lewada w Zakrzowie zrezygnował z organizowania ich, z powodu złego ukształtowania okolicznego terenu.